# Maison de Goethe (Weimar)
Ne doit pas être confondu avec Maison de Goethe (Francfort-sur-le-Main), Maison de Goethe (Rome) ou Maison de Goethe (Strasbourg).
La maison de Goethe est une des résidences où vécut le poète, romancier et homme d'État allemand Johann Wolfgang von Goethe à Weimar.
Souvent dénommée « maison du Frauenplan » en littérature (elle est située sur la place du même nom), Goethe qui y vécut durant un demi-siècle; de 1782 jusqu’à sa mort survenue le 22 mars 1832. Il écrivit la plupart de ses chefs-d’œuvre dans son bureau et dans la pièce voisine où les visiteurs peuvent découvrir le fauteuil dans lequel il mourut car cette maison, transformée en musée (Goethe-Nationalmuseum) est ouverte au public.

## Histoire

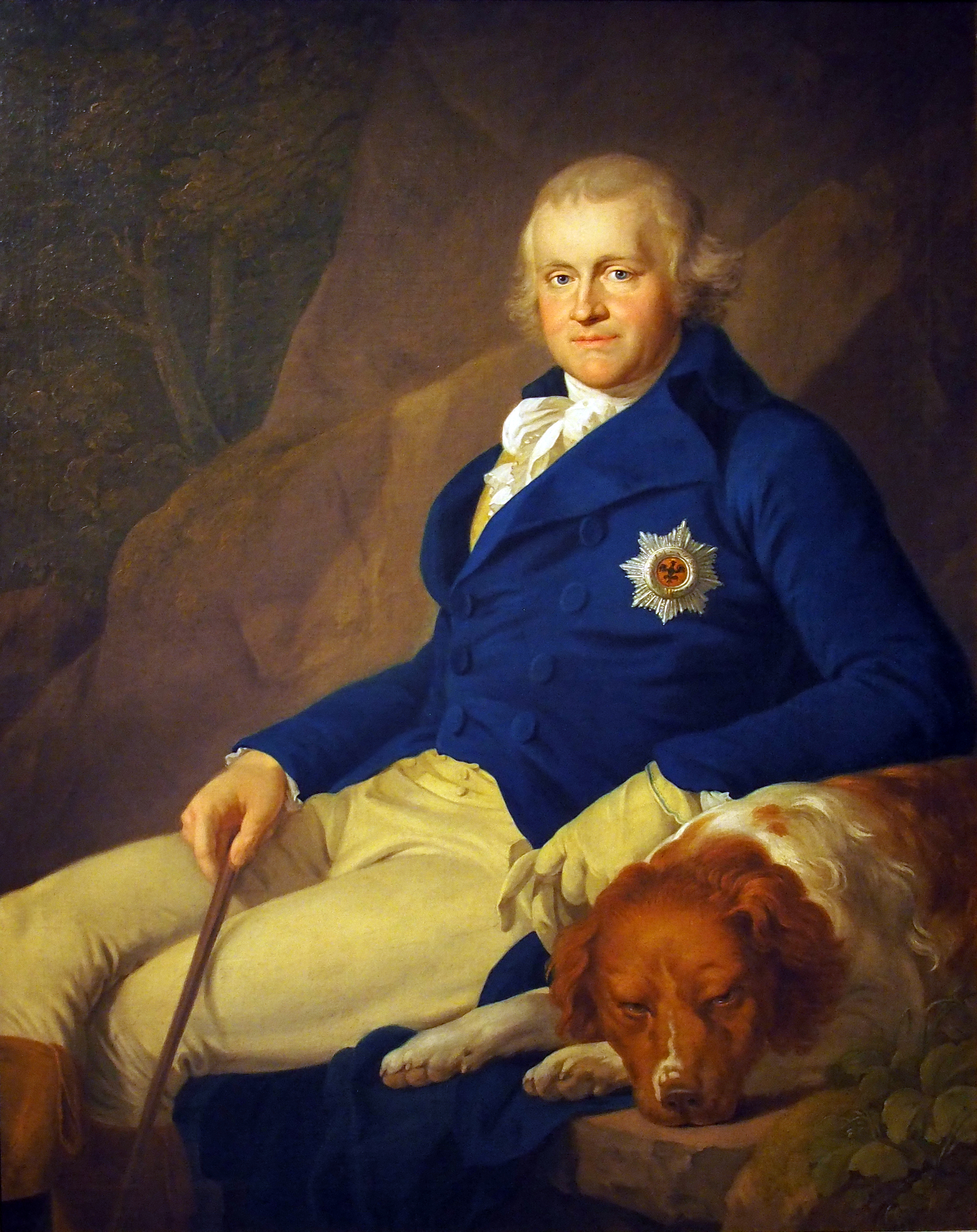
Le grand-duc Charles-Auguste de Saxe-Weimar-Eisenach.

### Durant la présence de Goethe (1782-1832)
Goethe a tout d'abord vécu dans l’aile ouest de cette demeure de style baroque à son arrivée en 1782. Puis, en 1794 le grand-duc Charles-Auguste de Saxe-Weimar-Eisenach lui fait don de l’ensemble du bâtiment. 
Le poète va connaître une sorte de vie de cour (selon le germaniste Jean Lacoste) en recevant ses visiteurs dans son grand salon Juno. Il restera dans cette demeure jusqu’à sa mort en 1832.

### Après sa mort
Sa belle-fille Ottilie (veuve de son fils August von Goethe (de)) et ses trois enfants ont hérité de la maison. 
Walther von Goethe (en), un des enfants (et petit-fils de l'écrivain), légua ensuite cette maison à l'État qui créa le Goethe Nationalmuseum (musée national Goethe) en 1885. 
Avec 50 000 objets, le fonds du musée repose essentiellement sur les collections d'art et de sciences naturelles de Goethe et sur sa bibliothèque avec notamment 2 000 dessins signés de sa main. Le musée national Goethe se situe à gauche de la maison de Goethe.

## Présentation
Selon le site officiel de la ville, la Maison de Goethe est le musée le plus fréquenté de la ville de Weimar. 
Le musée permet de découvrir la maison du poète où tout est resté comme à l'époque où il y vivait. Les visiteurs peuvent ainsi découvrir son cabinet de travail, sa bibliothèque et les différentes pièces d'habitation. 
La salle de réception (dite Junozimmer) comprend un piano dans lequel Goethe recevait des personnalités de l'époque, des poètes et des personnalités. Ses hôtes était généralement installés dans l'auberge Weisser Schwann voisine de la maison.
Cette maison où Goethe vécut environ cinquante ans, contient également une impressionnante collection de 18 000 pierres et minéraux, dont certains proviennent d’une grotte du parc des bords de l’Ilm, rivière s'écoulant à proximité de la maison. Dans le parc à l’anglaise contigu à la maison et dont le poète organisa l’agencement il existe également son petit pavillon.

## Galerie photos

Quelques photos de la Maison de Goethe
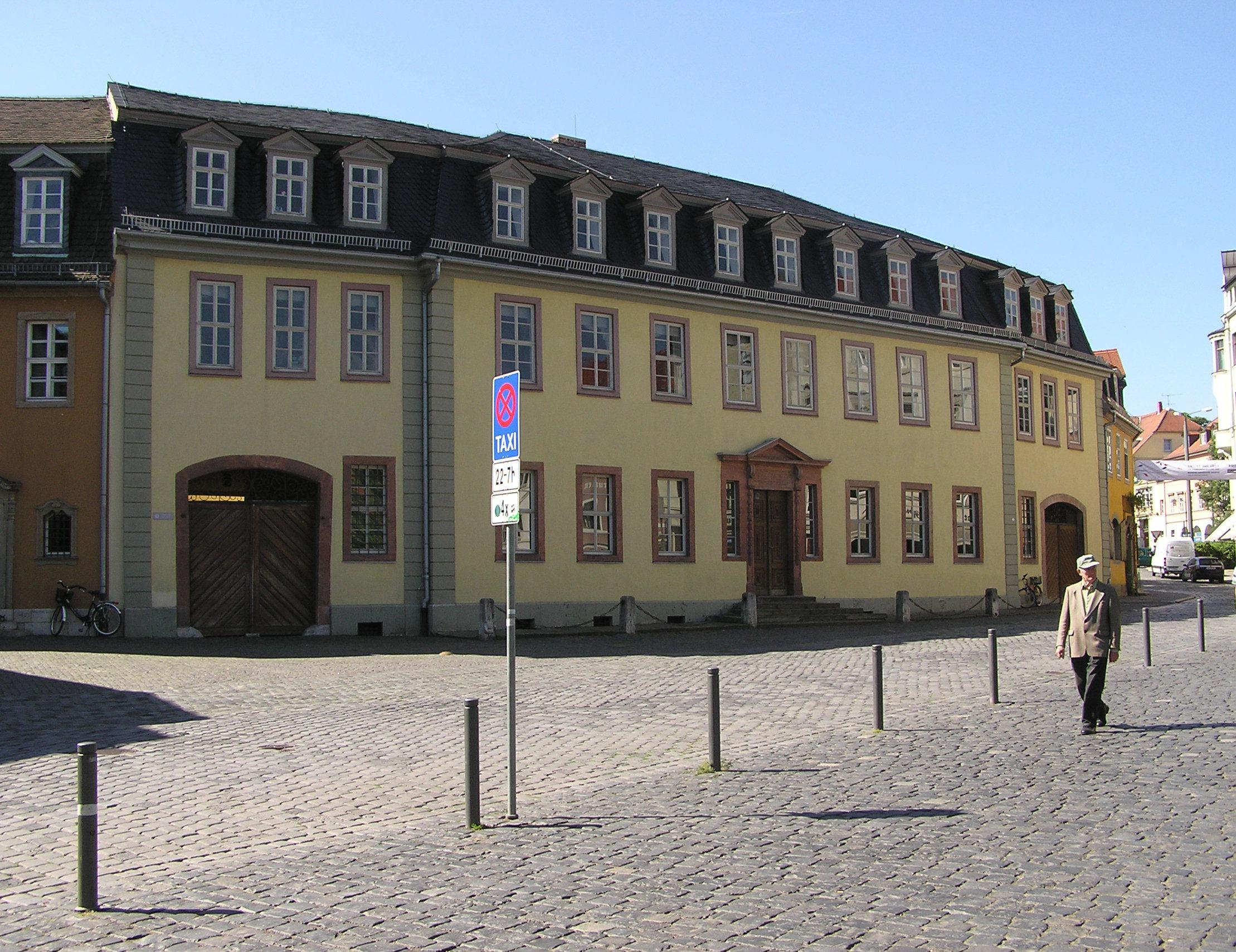
Vue extérieure
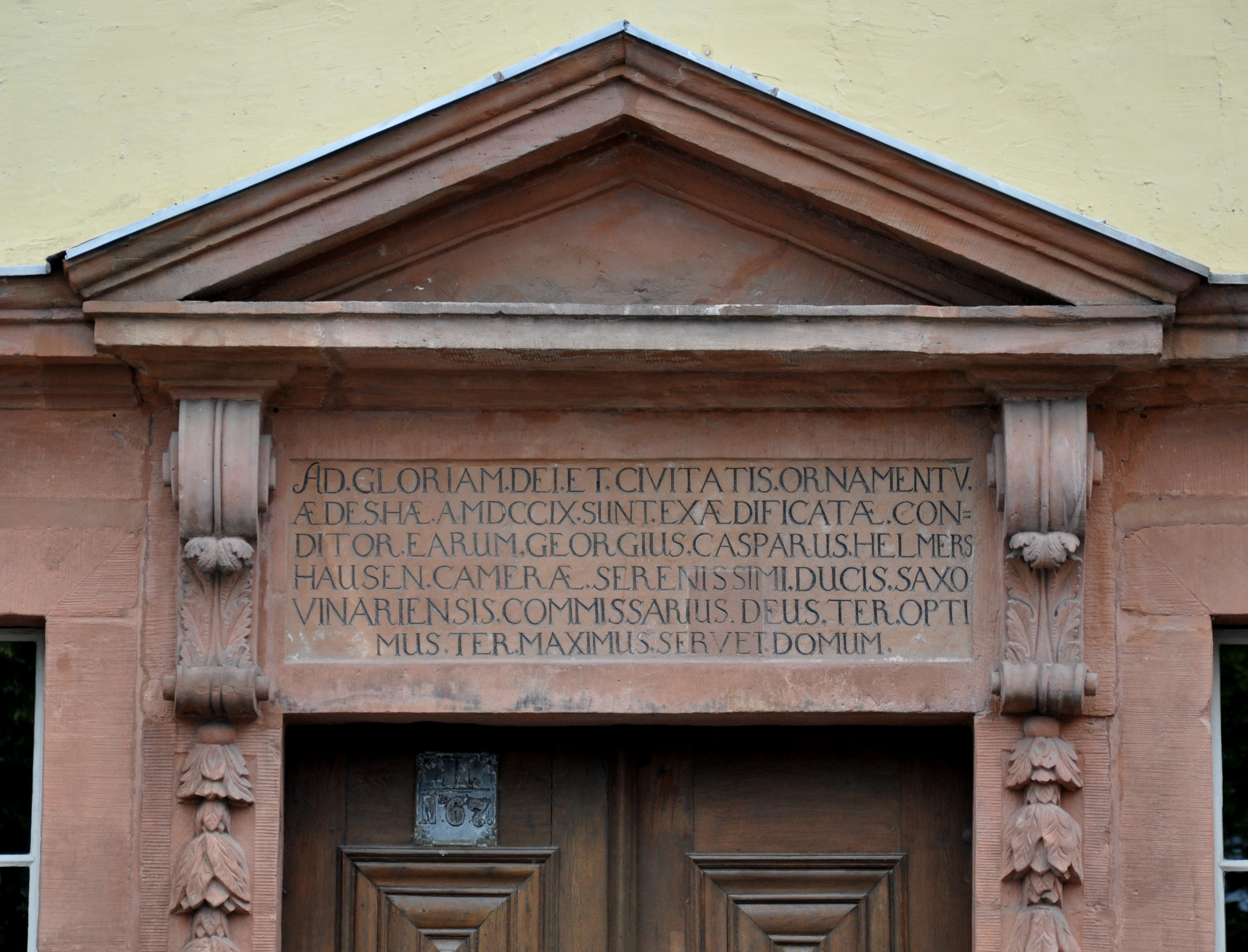
Inscription du portail
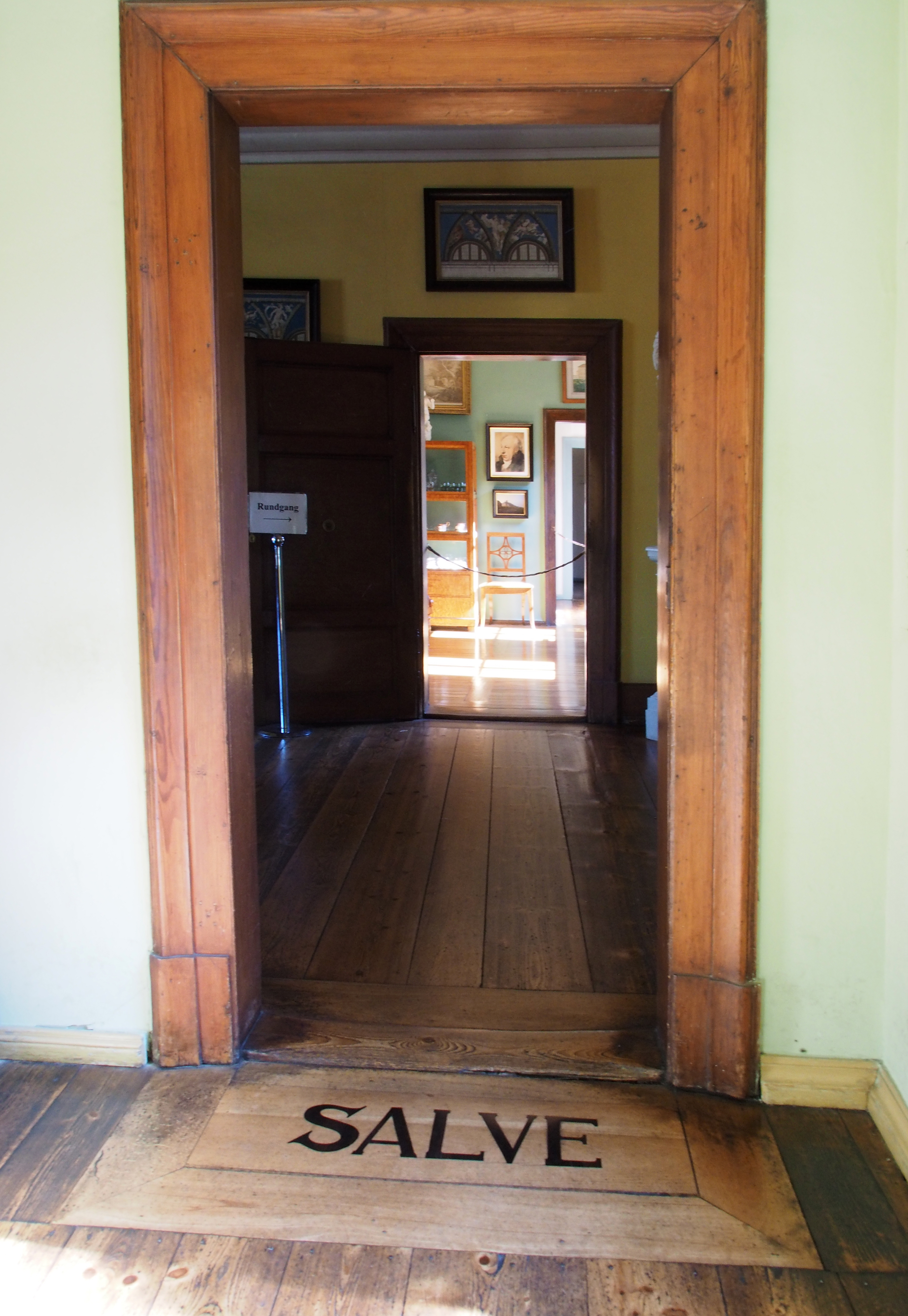
Entrée de la maison
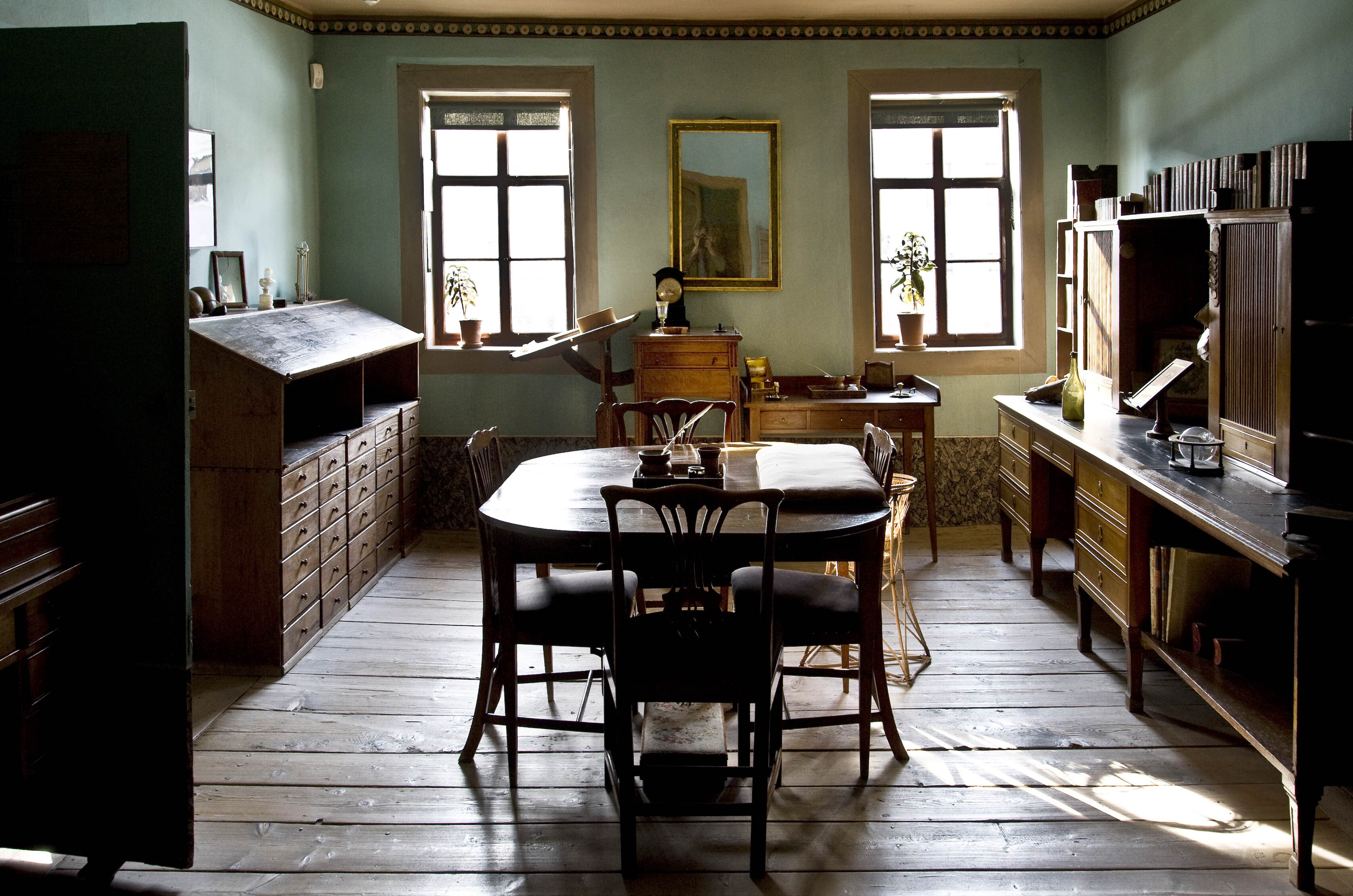
Bureau de Goethe
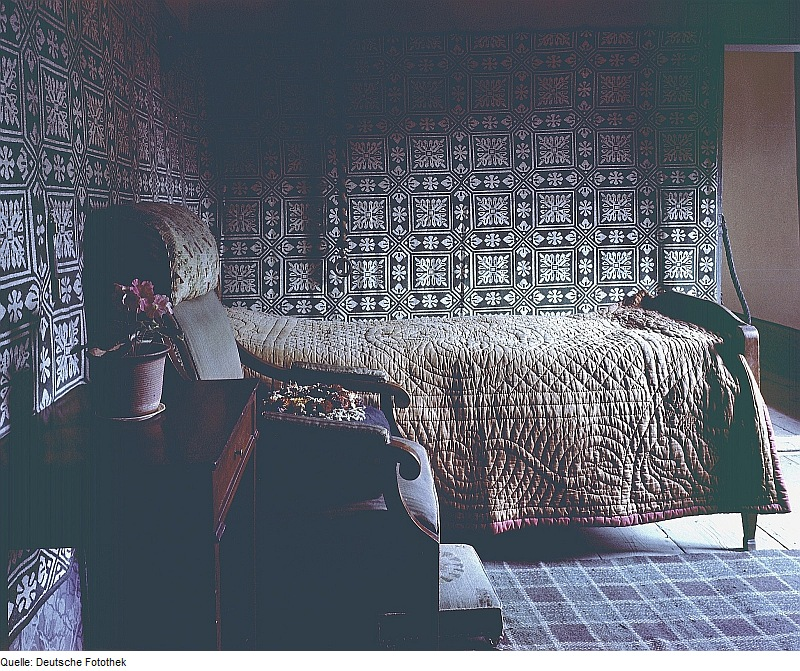
La chambre de Goethe
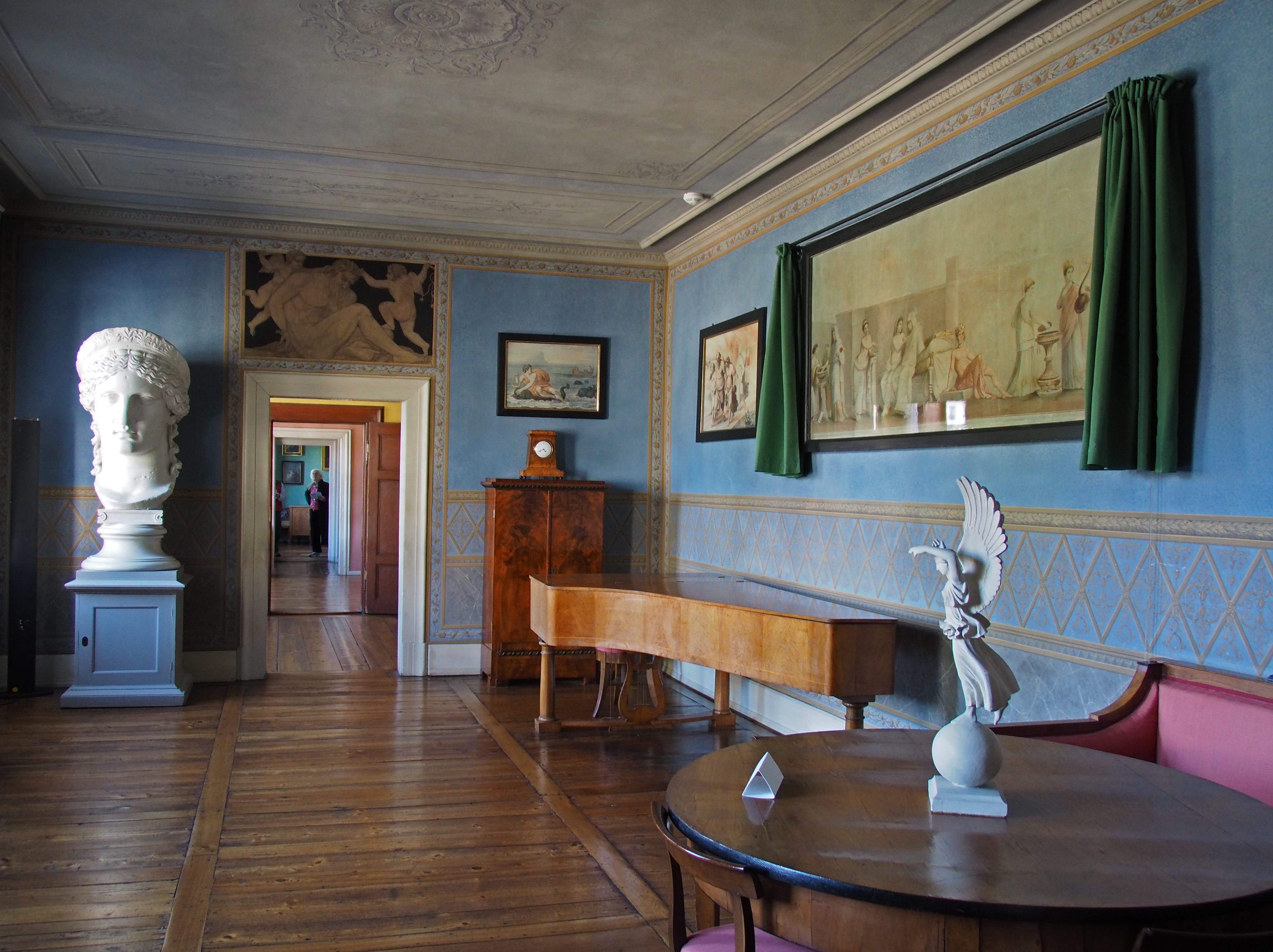
Junozimmer
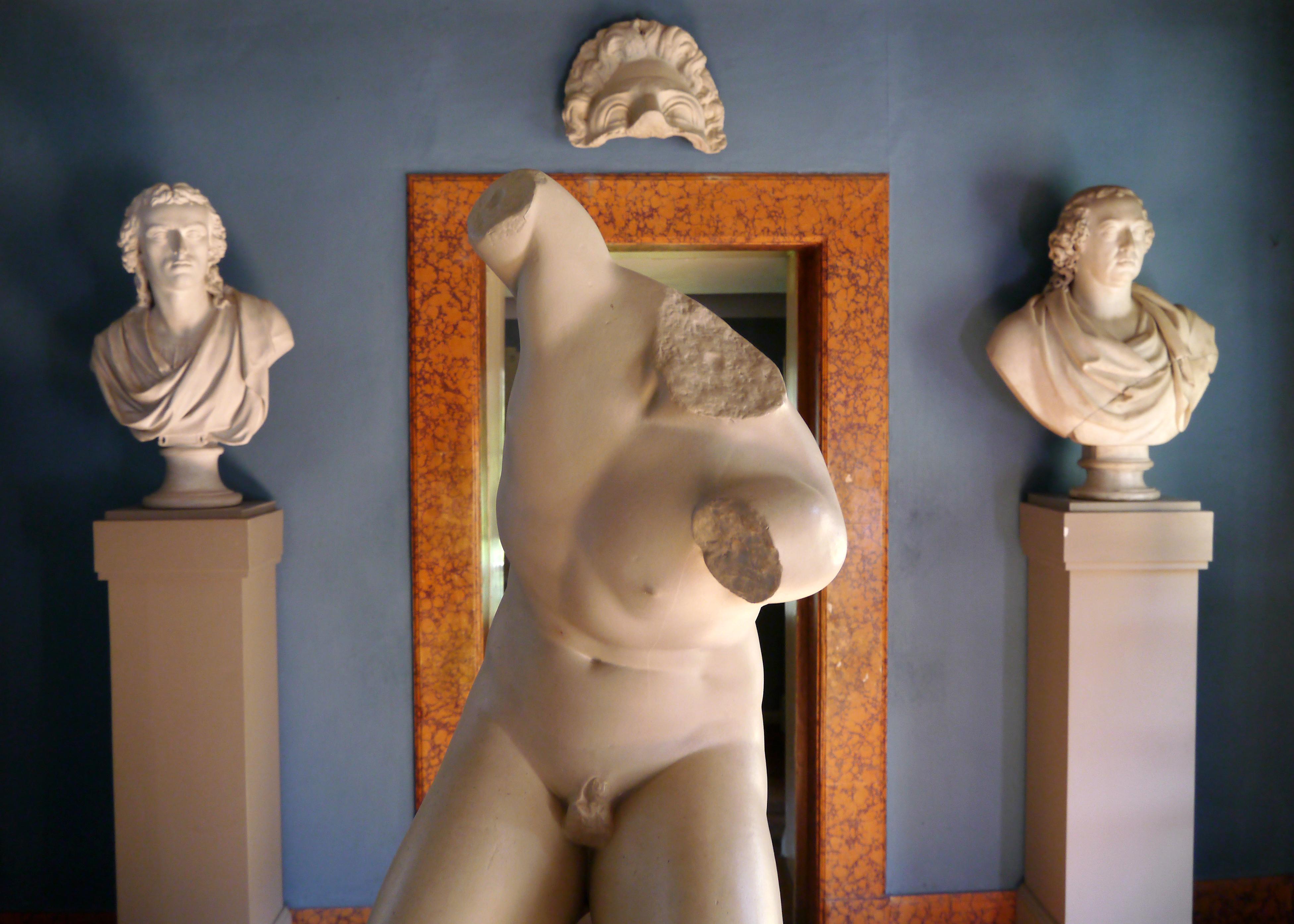
Salle des bustes
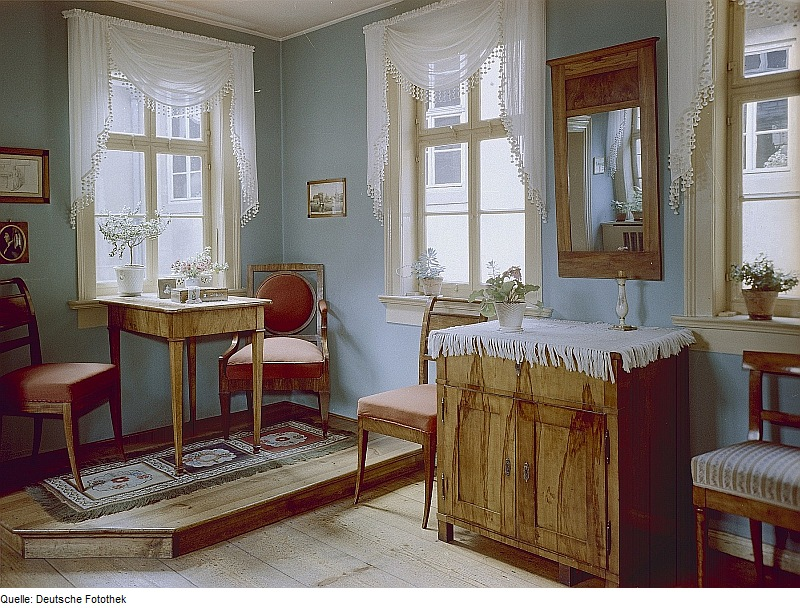
Chambre de prières
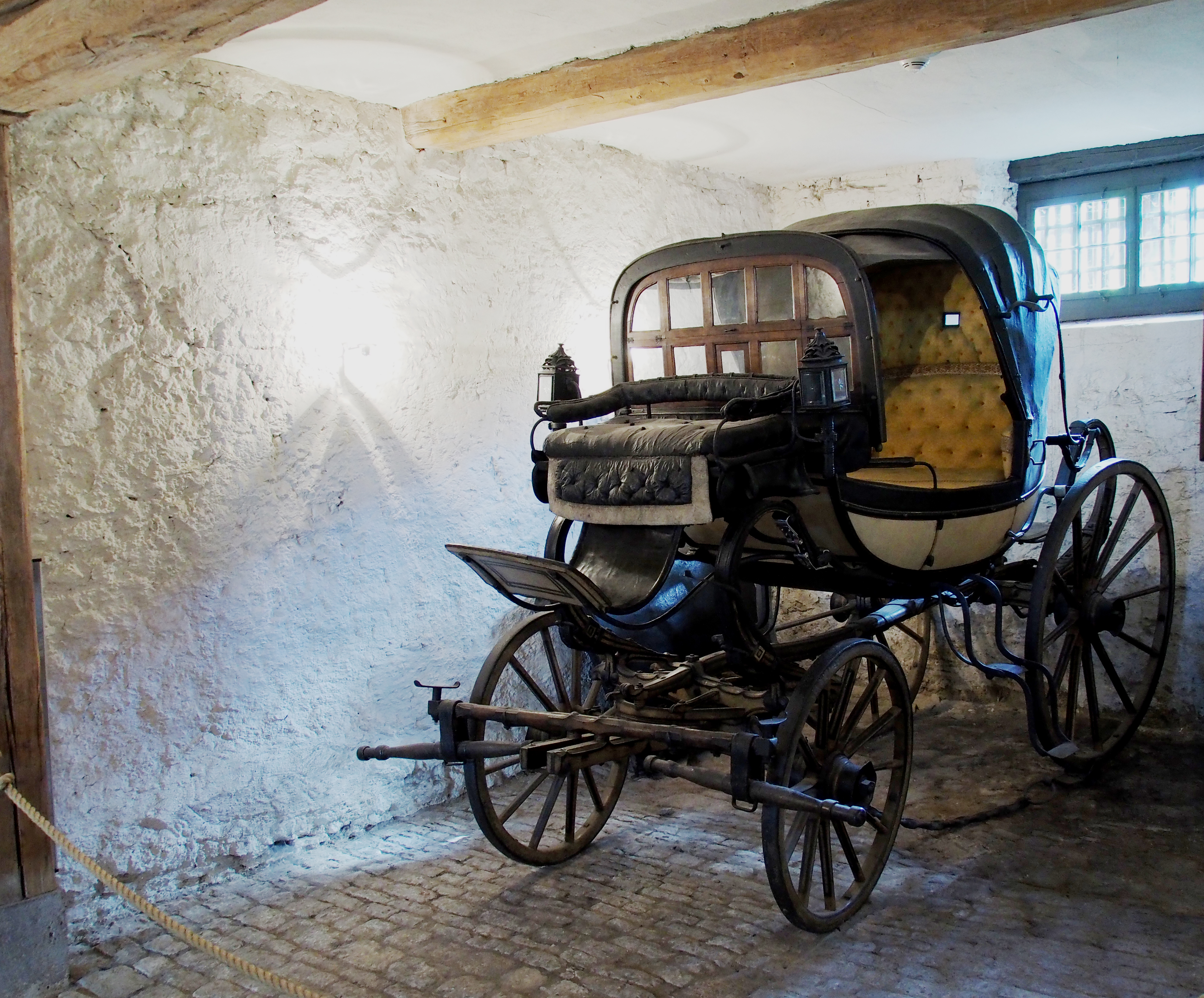
"La batarde", voiture de Goethe
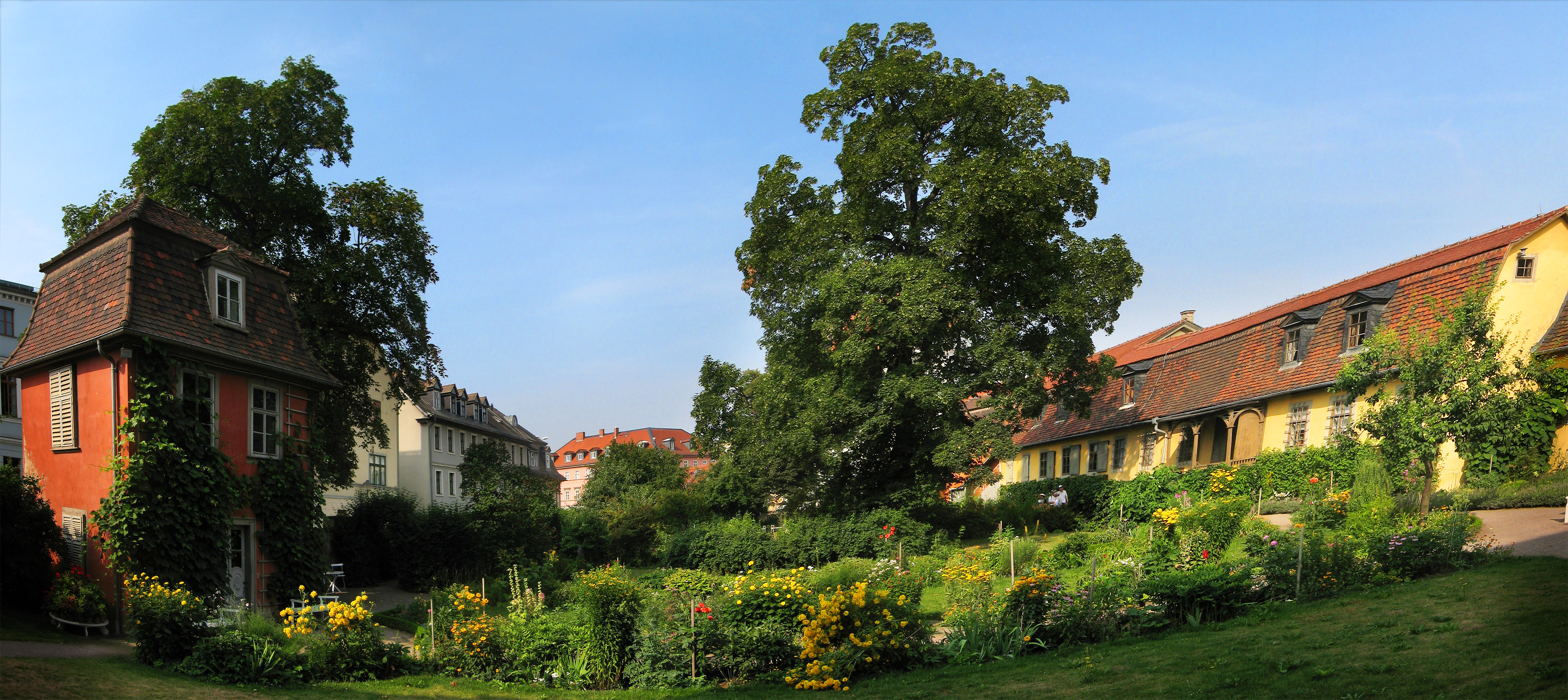
Le jardin

## À voir aussi